# Xã Fox, Quận Sullivan, Pennsylvania
Xã Fox (tiếng Anh: Fox Township) là một xã thuộc quận Sullivan, tiểu bang Pennsylvania, Hoa Kỳ. Năm 2010, dân số của xã này là 358 người.